# Fontana del Cantaro
Fontana del Cantaro är en fontän vid basilikan Santa Cecilia in Trastevere i Rione Trastevere i Rom. Fontänen designades av arkitekten Antonio Muñoz år 1929. Dryckeskärlet – kantharos – härstammar dock från den fornkristna epoken.

## Bilder
| - Fontana del Cantaro framför basilikan Santa Cecilia in Trastevere. - Fontana del Cantaro. - Il cantaro. |

### Webbkällor
- ”Santa Cecilia in Trastevere” (på italienska). Roma Segreta. Arkiverad från originalet den 1 september 2021. https://archive.md/BaMUN. Läst 1 september 2021.
- ”Fontana nel cortile di Santa Cecilia” (på italienska). info.roma.it. Arkiverad från originalet den 1 september 2021. https://archive.md/rbnFQ. Läst 1 september 2021.